# 热那亚酱
热那亚酱（義大利語：Genovese，發音：[dʒenoˈveze]）是意大利坎帕尼亚大区的一种面食酱料，于文艺复兴时期自热那亚传播至那不勒斯。热那亚酱的独特之处，在于用较长的时间使洋葱变得柔软、入味。

## 历史
儘管名為「熱那亞」醬，但此醬料最主要盛行的地區其實為那不勒斯。其自15至16世紀間傳入當地
，相信由熱那亞出身的行商引入或是由一姓「吉諾維斯」（意為「熱那亞人」，但奇怪地主要見於坎帕尼亞地區）的廚師發明創制。其對洋蔥的採用應為受法國菜中法式洋蔥燉牛肉及法式洋蔥湯等菜式影響。位於巴黎皇家宮殿的19世紀中期著名高級餐廳大韋富爾，其招牌菜即為荷兰酱混热那亚酱烤三文魚。
熱那亞醬不應與同樣起源於熱那亞的香蒜醬混淆。

## 制作
在大量洋葱中煸炒牛肉或小牛肉即可制成热那亚酱，煸炒的时间短则两小时，多则10小时。洋葱中可以放入胡萝卜泥或芹菜。长时间的制作对酱料的风味至关重要，期间可逐渐加入白葡萄酒或高汤。加入了热那亚酱的意面可以与肉类一同或分开食用。食用时常以番茄作点缀，再撒上意式羊奶酪。
人们通常在食用长通粉时配上热那亚酱，因为这种通心粉能够留住油腻、浓厚的酱汁。